# Half-pipe féminin de ski acrobatique aux Jeux olympiques de 2022
Navigation
Pyeongchang 2018 Milan-Cortina 2026
Le half-pipe féminin des Jeux olympiques d'hiver de 2022 a lieu les 17 février 2022 et 18 février 2022  au Genting Secret Garden à Zhangjiakou. Il s'agit de la troisième apparition de cette épreuve aux Jeux olympiques d'hiver.
Cassie Sharpe ne parvient pas à défendre son titre acquis quatre ans plutôt. Elle termine seconde derrière la chinoise Gu Ailing. Cette dernière est la grande favorite de ces jeu, étant en tête du classement FIS. Elle a remporté les quatre épreuves de la Coupe du monde ayant déjà eu lieu cette année ainsi que les X Games et les Championnats du monde. Rachael Karker complète le podium. la médaillée d'argent en 2018, Marie Martinod, a pris sa retraite sportive et la médaillée de bronze en 2018, Brita Sigourney termine à la 10e place de cette compétition.

## Qualification
Pour être admis au jeux olympiques, un athlète doit remplir trois conditions en plus des critères d'âge et médicaux :
- Comptabilisé 50 points au classement FIS de la discipline au 17 janvier 2022,
- Être classé dans le top 30 d'une épreuve comptant pour la Coupe du monde ou aux Championnats du monde,
- Un maximum de quatre athlètes de même nationalité est admis.

un total de 25 athlètes remplissent ces conditions. mais finalement que 20 participeront aux jeux.

## Calendrier
| Date            | Manche         | Horaire | Horaire |
| --------------- | -------------- | ------- | ------- |
| 17 février 2022 | Qualifications | 9h30    |         |
| 18 février 2022 | Finale         | 9h30    |         |

## Médaillées
| Or                | Argent                 | Bronze                  |
| Gu Ailing (Chine) | Cassie Sharpe (Canada) | Rachael Karker (Canada) |

## Résultats

### Qualification
Vingt concurrentes sont au départ et chacune a le droit à deux passages. Seul le meilleur est comptabilisé et les douze meilleures sont qualifiées pour la finale.
| Rang | Dossard | Athlète            | Nationalité      | 1er passage | 2e passage | Meilleur | Notes |
| ---- | ------- | ------------------ | ---------------- | ----------- | ---------- | -------- | ----- |
| 1    | 3       | Gu Ailing          | Chine            | 93.75       | 95.50      | 95.50    | Q     |
| 2    | 2       | Rachael Karker     | Canada           | 88.50       | 89.50      | 89.50    | Q     |
| 3    | 9       | Kelly Sildaru      | Estonie          | 87.50       | NP         | 87.50    | Q     |
| 4    | 5       | Zoe Atkin          | Grande-Bretagne  | 85.25       | 86.75      | 86.75    | Q     |
| 5    | 15      | Zhang Kexin        | Chine            | 77.50       | 86.50      | 86.50    | Q     |
| 6    | 4       | Cassie Sharpe      | Canada           | 86.25       | 79.00      | 86.25    | Q     |
| 7    | 16      | Li Fanghui         | Chine            | 84.75       | 19.25      | 84.75    | Q     |
| 8    | 8       | Brita Sigourney    | États-Unis       | 80.50       | 84.50      | 84.50    | Q     |
| 9    | 1       | Hanna Faulhaber    | États-Unis       | 84.25       | 82.00      | 84.25    | Q     |
| 10   | 17      | Carly Margulies    | États-Unis       | 79.00       | 82.25      | 82.25    | Q     |
| 11   | 13      | Amy Fraser         | Canada           | 75.25       | 75.75      | 75.75    | Q     |
| 12   | 20      | Sabrina Cakmakli   | Allemagne        | 71.50       | 36.50      | 71.50    | Q     |
| 13   | 18      | Devin Logan        | États-Unis       | 71.00       | 62.00      | 71.00    |       |
| 14   | 7       | Alexandra Glazkova | ROC              | 67.00       | 69.25      | 69.25    |       |
| 15   | 19      | Saori Suzuki       | Japon            | 68.75       | 66.25      | 68.75    |       |
| 16   | 6       | Wu Meng            | Chine            | 12.50       | 67.75      | 67.75    |       |
| 17   | 10      | Kim Da-eun         | Corée du Sud     | 44.50       | 45.50      | 45.50    |       |
| 18   | 14      | Chloe McMillan     | Nouvelle-Zélande | 41.75       | 43.50      | 43.50    |       |
| 19   | 12      | Anja Barugh        | Nouvelle-Zélande | 38.50       | 12.25      | 38.50    |       |
| 20   | 11      | Jang Yu-jin        | Corée du Sud     | 3.75        | 4.25       | 4.25     |       |

### Finale
Les douze concurrentes ont le droit à trois passages et seul le meilleur est retenu pour la note finale.
| Rang                                | Dossard | Athlète          | Nationalité     | 1er passage | 2e passage | 3e passage | Meilleur |
| ----------------------------------- | ------- | ---------------- | --------------- | ----------- | ---------- | ---------- | -------- |
| Médaille d'or, Jeux olympiques      | 12      | Gu Ailing        | Chine           | 93.25       | 95.25      | 30.00      | 95.25    |
| Médaille d'argent, Jeux olympiques  | 7       | Cassie Sharpe    | Canada          | 89.00       | 90.00      | 90.75      | 90.75    |
| Médaille de bronze, Jeux olympiques | 11      | Rachael Karker   | Canada          | 87.75       | 85.25      | 38.00      | 87.75    |
| 4                                   | 10      | Kelly Sildaru    | Estonie         | 80.25       | 87.00      | 85.00      | 87.00    |
| 5                                   | 6       | Li Fanghui       | Chine           | 81.75       | 86.50      | 16.75      | 86.50    |
| 6                                   | 4       | Hanna Faulhaber  | États-Unis      | 85.25       | 84.50      | 19.00      | 85.25    |
| 7                                   | 8       | Zhang Kexin      | Chine           | 78.75       | 25.75      | 3.25       | 78.75    |
| 8                                   | 2       | Amy Fraser       | Canada          | 75.25       | 35.75      | 11.00      | 75.25    |
| 9                                   | 9       | Zoe Atkin        | Grande-Bretagne | 18.75       | 10.75      | 73.25      | 73.25    |
| 10                                  | 5       | Brita Sigourney  | États-Unis      | 70.75       | 60.00      | 12.25      | 70.75    |
| 11                                  | 3       | Carly Margulies  | États-Unis      | 24.75       | 1.75       | 61.00      | 61.00    |
| 12                                  | 1       | Sabrina Cakmakli | Allemagne       | 40.00       | 54.00      | 42.75      | 54.00    |